# 215 v. Chr.
Portal Geschichte | Portal Biografien | Aktuelle Ereignisse | Jahreskalender | Tagesartikel

◄ |
4. Jahrhundert v. Chr. |
3. Jahrhundert v. Chr. |
2. Jahrhundert v. Chr. |
►

◄ | 230er v. Chr. | 220er v. Chr. | 210er v. Chr. | 200er v. Chr. |
190er v. Chr. |
►

◄◄ | ◄ | 218 v. Chr. | 217 v. Chr. | 216 v. Chr. | 215 v. Chr. |
214 v. Chr. |
213 v. Chr. |
212 v. Chr. |
► |
►►
Staatsoberhäupter

## Ereignisse

### Mittelmeerraum

Verlauf des Zweiten Punischen Krieges 218–202 v. Chr.

- Bündnis Hannibals mit Philipp V. von Makedonien
- Beginn des 1. Makedonisch-Römischen Krieges (bis 205 v. Chr.)
- Auch in der Zweiten Schlacht von Nola kann Hannibal die Stadt Nola nicht erobern.
- In der Schlacht von Cornus auf Sardinien siegen die Römer über ein karthagisches Heer.
- Auf der Iberischen Halbinsel sind die Scipionen in der Schlacht von Ibera über die Karthager unter Hasdrubal Barkas, einem Bruder Hannibals, erfolgreich.
- Die lex Oppia schränkt die Rechte römischer Frauen ein.

### Kaiserreich China
- Der Stammesverband der Xiongnu findet erstmals Erwähnung, als der chinesische Kaiser Qin Shihuangdi eine militärische Offensive gegen sie führen lässt.

## Geboren
- um 215 v. Chr.: Antiochos IV., König des Seleukidenreiches († 164 v. Chr.)

## Gestorben
- Apollonios von Rhodos, griechischer Dichter und Gelehrter (* 295 v. Chr.)
- Hieron II. von Syrakus, griechischer Herrscher (* um 306 v. Chr.)

- um 215 v. Chr.: Arsakes I., Gründer des Partherreiches und der Arsakiden-Dynastie (* vor 250 v. Chr.)